# Physikalisch-Technische Bundesanstalt
El Physikalisch-Technische Bundesanstalt o PTB (Instituto Federal Físico-Técnico) es el instituto nacional de Metrología de la República Federal de Alemania. Tiene como objetivos el desarrollo de la Metrología para las ciencias, la técnica y la sociedad. Fue fundado en 1887.
El PTB tiene dos sedes principales, cada una de ellas situadas en las ciudades de Berlín y Braunschweig.

## Historia
El PTB fue creado originalmente en 1887 bajo el nombre de Physikalisch-Technische Reichsanstalt (PTR), lnstituto lmperial de Física y Tecnología, en Charlottemburg por iniciativa de Werner von Siemens, Hermann von Helmholtz y Karl-Heinrich Schellbach.
Hasta 1934 permaneció bajo la supervisión del Reichsinnenministerium, Ministerio del Interior del Reich, y a partir de entonces del Reichserziehungsministerium, Ministerio de Educación del Reich.